# Władysław Andrzejczak
Władysław Andrzejczak ps. „Antek” (ur. 22 października 1920 w Warszawie, zm. lipiec 1943) – działacz ruchu robotniczego i bojownik ruchu oporu.
Syn Władysława, właściciela zakładu blacharskiego. Po ukończeniu szkoły powszechnej pracował w warsztacie ojca i jednocześnie uczył się w wieczorowej szkole technicznej. Bezpośrednio przed wojną uzyskał uprawnienia rzemieślnika-blacharza.  W 1934 r. wstąpił do OMTUR, a w 1938 do PPS. Aktywny działacz Akcji Socjalistycznej. Brał udział w samorządowej kampanii wyborczej w 1938. W starciu z bojówkarzami OZN został wówczas postrzelony w rękę, a następnie aresztowany. Od października 1938 do czerwca 1939 przebywał w więzieniu śledczym przy ul. Daniłowiczowskiej w Warszawie, po czym z braku dowodów został zwolniony. 
We wrześniu 1939 brał udział w obronie Warszawy. W 1940 wstąpił wraz z całą grupą OMTUR z Żoliborza do konspiracyjnej organizacji lewicowych socjalistów „Barykada Wolności”, która stała się zaczątkiem organizacji PS i RPPS. Zajmował się wówczas kolportażem. Od jesieni 1940 r. był komendantem Wydziału Wojskowego Barykady Wolności. Po utworzeniu we wrześniu 1941 r. organizacji Polscy Socjaliści wszedł do niej i został w ramach Wydziału Sabotażowego Formacji Bojowo-Milicyjnych dowódcą grupy sabotażowo dywersyjnej o pseudonimie „Piaski”. Dokonał szeregu akcji m.in. 19 marca 1943 w Warszawie przy ulicy Ogrodowej zastrzelił współpracującego z Gestapo członka organizacji Mariana Zielińskiego ps. „Marynarz”, który w lipcu 1942 r. wydał w ręce Niemców szefa Wydziału Sabotażowego PS pchor. Tadeusza Korala ps. „Krzysztof”. oraz szefa Związku Odwetu Obszaru Warszawskiego AK Tadeusza W. Marynowskiego ps. „Witalis”. Organizował również oddziały milicyjne. Na początku 1943 został Komendantem Głównym Milicji Ludowej RPPS. Wiosną tego samego roku, po utworzeniu PAL, mianowano go kapitanem i dowódcą oddziałów milicyjnych PAL. Kierował wielu akcjami bojowymi, sabotażowymi i ekspropriacyjnymi. 
Brał też udział w ostrzelaniu 22 kwietnia 1943 r. - w ramach pomocy dla walczącego getta - posterunków niemieckich na rogu ul. Bonifraterskiej i Franciszkańskiej. W dniu 23 czerwca 1943 r. dowodził akcją, w wyniku której podpalony został magazyn materiałów pędnych w Forcie Wawrzyszewskim. W lipcu 1943 został aresztowany w pobliżu placu Wilsona i wkrótce potem zamordowany przez Niemców.